# Вільгельм II (курфюрст Гессену)
Вільгельм II (нім. Wilhelm II.; 28 липня 1777 — 20 листопада 1847) — 2-й курфюрст Гессену в 1821—1847 роках.

## Життєпис

### Молоді роки
Походив з Гессенської династії, Кассельської гілки. Другий син Вільгельма, графа Ганау-Мюнценбургу, та Вільгеміни Кароліни (доньки Фредеріка V Ольденбурга, короля Данії і Норвегії). Народився 1777 року в замку Філіппсруе. 1784 року після смерті старшого брата Фредеріка став спадкоємцем батька. 1785 року Вільгельм став новим ландграфом Гессен-Касселю, а 1803 року — курфюрстом Гессену. Здобув переважно військову освіту, прослухавши деякі лекції в Лейпцизькому та Марбурзькому університетах. 1797 року Вільгельм Молодший пошлюбив представницю династії Гогенцоллернів.
1806 року перед загрозою французької окупації Гессен-Касселю разом з батьком перебрався до Праги. Згодом рушив до Берліну, де була його дружина. Втім тут закохався в доньку ювеліра Емілію Ортльоп. Брав участь у військовій кампанії 1813 року проти французького імператора Наполеона I. 1814 року отримав звання генерал інфантерії та командування над гессенськимив ійськами. Того ж року брав участь у боях за Мец і Люксембург, але не виявив військового хисту. Від 1815 року проживав з дружиною окремо, з якою таємно розлучився. Вільгельм мешкав у Касселі зі своєю коханкою Емілією Ортльоп.

### Курфюрст
1821 року після смерті батька став новим курфюрстом Гессену. Негайно надав коханці титул графині Рейхенбах-Лезоніц. Водночас провів адміністративні реформи за прусським зразком: країна була поділена на 4 провінції, а судова влада була відокремлена від адміністрації. Попередні канцелярії були об'єднані в більші — окружні, а юрисдикція першої інстанції була виділена на нові судові канцелярії, які зазвичай відповідали за раніше існуючі адміністративні райони (амти). Він зменшив чисельність гессенської армії з 20 000 до 7 000 солдатів, що більше відповідало розміру його країни, але частину отриманих в результаті заощаджень він використав для своїх особистих потреб. Проте загалом продовжив політику попередника, відмовившись впроваджувати конституцію.
Його дружина стала мешкати у палаці Шонфельд поблизу міста. Згодом навколо неї згрупувалося так зване «шонфельдське коло» — група з опозиційної курфюрстові знаті, до якої належали, окрім самої Августи та кронпринца, провідні політичні і культурні діячі Гессена: Людвіг Гассенпфлуг, генерал Йозеф фон Радовіц, письменники брати Грімм тощо. Вони виступали за проведення конституційних реформ та послаблення цензури. Вільгельм II у 1823 році відправив цих чиновників і офіцерів зі столиці до провінції, а кронпринца вислав до Марбурга.
Наполегливо виступав проти намірів Пруссії створити німецький митний союз. 1828 року у відповідь на створення митного союзу з великим герцогством Гессенським і Прирейнським Вільгельм II уклав Центральнонімецький митний союз з королівствами Саксонія, Ганновер, герцогством нассау та вільним містом Франкфурт (існував до 1834 року). Такі дії курфюрста підтримали Австрія й Велика Британія. Недоліки цієї угоди привели до укладення 27 березня 1830 Ейнбекського договору з Ганновером, Ольденбургом і Брауншвейгом, який став основою пізнішого Північнонімецького податкового союзу, що також перешкоджало загальному митному союзу. Ці кроки завдали серйозної шкоди торгівлі та економіці курфюрству Гессен: почастішало нестача харчів, заворушення населення, контрабанда.
1830 року в Гессені почалася революція (в рамках подібних в інших державах Європи). В цей час курфюрст перебував у Відні, де намагався отримати для коханки титул імперської княгині, втім марно. 19 вересня вимушен був скликати ландтаг, який розробив конституцію, що було прийнято 5 січня 1831 року. Вона вважалася найліберальнішою в Німецькому союзі і однією з найпрогресивніших в Європі — з однопалатним парламентом у 53 депутати (при цьому міста і селянство отримало 32 місця, а шляхта — 20) і можливістю міністерського імпічменту, що передбачало парламентську відповідальність міністрів, призначених курфюрстом. Невдовзі Вільгельм II вимушен був перебратися до ганау, призначивши сина Фрідріха Вільгельма співрегентом. Того ж 1831 року Вільгельм II залишив Центральнонімецький митний союзу та приєднався до союзи Пруссько-Гессенського митного союзу.
З 1841 року фактично повністю відійшов від державних справ. Помер Вільгельм II 1847 року в Франкфурті-на-Майні. Йому спадкував син Фрідріх Вільгельм.

## Родина
1. Дружина — Августа, донька Фрідріха-Вільгельма II Гогенцоллерна, короля Пруссії
Діти:
- Вільгельм (1798—1800)
- Кароліна (1799—1854) — одружена не була, дітей не мала;
- Луїза (1801—1803)
- Фрідріх Вільгельм (1802—1875) — 3-й курфюрст Гессену
- Марія (1804—1888) — дружина герцога Саксен-Мейнінгену Бернхарда II
- Фердинанд (1806)

2. Дружина — Елеонора, донька Йоганна Крістіана Ортльоппа, придворного ювеліра
Діти:
- Луїза Вільгельміна Емілія (1813—1883), дружина графа Карла фон Бозе
- Юлій Вільгельм Альбрехт (1815—1822)
- Густав Карл (1818—1861)
- Амалія Вільгельміна Емілія (1816—1858), дружина: 1) графа Вільгельма фон Люкнера; 2) барона Карла фон Ватцдорфа
- Емілія (1820—1891), яка графа Фелікса Зічі-Феррарі
- Фрідеріка (1821—1898), дружина барона Вільгельма фон Дунгерна
- Вільгельм (1824—1866)
- Гелена (1825—1898), дружина барона Освальда фон Фабріса

3. Дружина — Кароліна, донька барона Людвіга Германа Берлепша
дітей не було